# دييغو إيوفرنو
دييغو إيوفرنو (من مواليد 31 مايو 1974)  هو مهندس فورمولا 1 إيطالي. وهو المدير الرياضي لفريق فيراري للفورمولا 1.

## حياة مهنية
بدأ إيوفرنو مسيرته المهنية في رياضة السيارات كفني تجميع علب النقل لفريق فيراري، حيث قاد قسم تجميع علب النقل خلال الفترة المهيمنة لفريق فيراري في أوائل العقد الأول من القرن الحادي والعشرين. أصبح رئيسًا لتجميع السيارات في عام 2008، حيث كان مسؤولاً عن بناء السيارة خلال جميع اختبارات وجلسات الفورمولا 1. تم منح إيوفرنو دورًا إضافيًا كرئيس لعمليات السباق في عام 2010، حيث قاد أيضًا عمليات مرآب الفريق والتنسيق مع الميكانيكيين والفنيين وكان مسؤولاً عن محطات التوقف . بعد رحيل ماسيمو ريفولا في نهاية عام 2015، أصبح إيوفرنو مديرًا رياضيًا يجمع بين دوره السابق وتمثيل الفريق في المناقشات مع الاتحاد الدولي للسيارات ومجموعة العمل الرياضية. انتقل إلى وظيفة في مصنع في عام 2018، لكنه تلقى دعوة للعودة إلى المسار في عام 2021 كمهندس رئيسي لعمليات المركبات.
في 27 يوليو 2023، بسبب مغادرة لوران ميكيس لفريق فيراري للانضمام إلى فريق ألفا توري كمدير للفريق، تم الإعلان عن إيوفرنو كمدير رياضي لفريق فيراري من سباق الجائزة الكبرى البلجيكي لعام 2023 فصاعدًا.